# Mario Armano
Mario Armano (Alessandria, 15 juli 1946) is een voormalig Italiaans bobsleeremmer. Armano won tijdens de Olympische Winterspelen 1968 de gouden medaille in de viermansbob. In 1970 werd Armano wereldkampioen in de viermansbob en een jaar later in de tweemansbob. Tijdens de Olympische Winterspelen 1972 behaalde Armano de vierde plaats in de tweemansbob en de achtste plaats in de viermansbob.

## Resultaten
- Olympische Winterspelen 1968 in Grenoble  in de viermansbob
- Wereldkampioenschappen bobsleeën 1969 in Lake Placid  in de tweemansbob
- Wereldkampioenschappen bobsleeën 1969 in Lake Placid  in de viermansbob
- Wereldkampioenschappen bobsleeën 1970 in Sankt Moritz  in de viermansbob
- Wereldkampioenschappen bobsleeën 1971 in Cervinia  in de tweemansbob
- Olympische Winterspelen 1972 in Sapporo 4e in de tweemansbob
- Olympische Winterspelen 1972 in Sapporo 8e in de viermansbob

1924: Scherrer / Neveu / A.Schläppi / H.Schläppi ·
1928: Fiske / Tucker / Mason / Gray / Parke ·
1932: Fiske / Eagan / Gray / O'Brien ·
1936: Musy / Gartmann / Bouvier / Beerli ·
1948: Tyler / Martin / Rimkus / D'Amico ·
1952: Ostler / Kuhn / Nieberl / Kemser ·
1956: Kapus / Diener / Alt / Angst ·
1964: V.Emery / Kirby / Anakin / J.Emery ·
1968: Monti / De Paolis / Zandonella / Armano ·
1972: Wicki / Leutenegger / Camichel / Hubacher ·
1976: Nehmer / Babock / Germeshausen / Lehmann ·
1980: Nehmer / Musiol / Germeshausen / Gerhardt ·
1984: Hoppe / Wetzig / Schauerhammer / Kirchner ·
1988: Fasser / Meier / Fässler / Stocker ·
1992: Appelt / Schroll / Winkler / Haidacher ·
1994: Czudaj / Brannasch / Hampel / Szelig ·
1998: Langen / Zimmermann / Jakobs / Hampel ·
2002: Lange / Kühn / Kuske / Embach ·
2006: Lange / Hoppe / Kuske / Putze ·
2010: Holcomb / Mesler / Tomasevicz / Olsen ·
2014: Melbārdis / Dreiškens / Vilkaste / Strenga  ·
2018: Friedrich / Bauer / Grothkopp / Margis   ·
2022: Friedrich / Margis / Bauer / Schüller